# Varyomus confluens
Varyomus confluens är en mångfotingart som först beskrevs av Chamberlin 1950.  Varyomus confluens ingår i släktet Varyomus och familjen Aphelidesmidae. Inga underarter finns listade i Catalogue of Life.